# Challain-la-Potherie

Challain-la-Potherie este o comună în departamentul Maine-et-Loire, Franța. În 2009 avea o populație de 827 de locuitori.